# گاریارسا
گاریارسا (به لاتین: Garyarsa) یک منطقهٔ مسکونی در جمهوری خلق چین است که در منطقه خودمختار تبت واقع شده‌است. گاریارسا
- نفر جمعیت دارد.